# Ahmed Mouhssin
 (août 2016).
 (janvier 2024).
Il peut être nécessaire de l'améliorer pour respecter le principe de neutralité de point de vue. Veuillez consulter la page de discussion pour plus de détails.

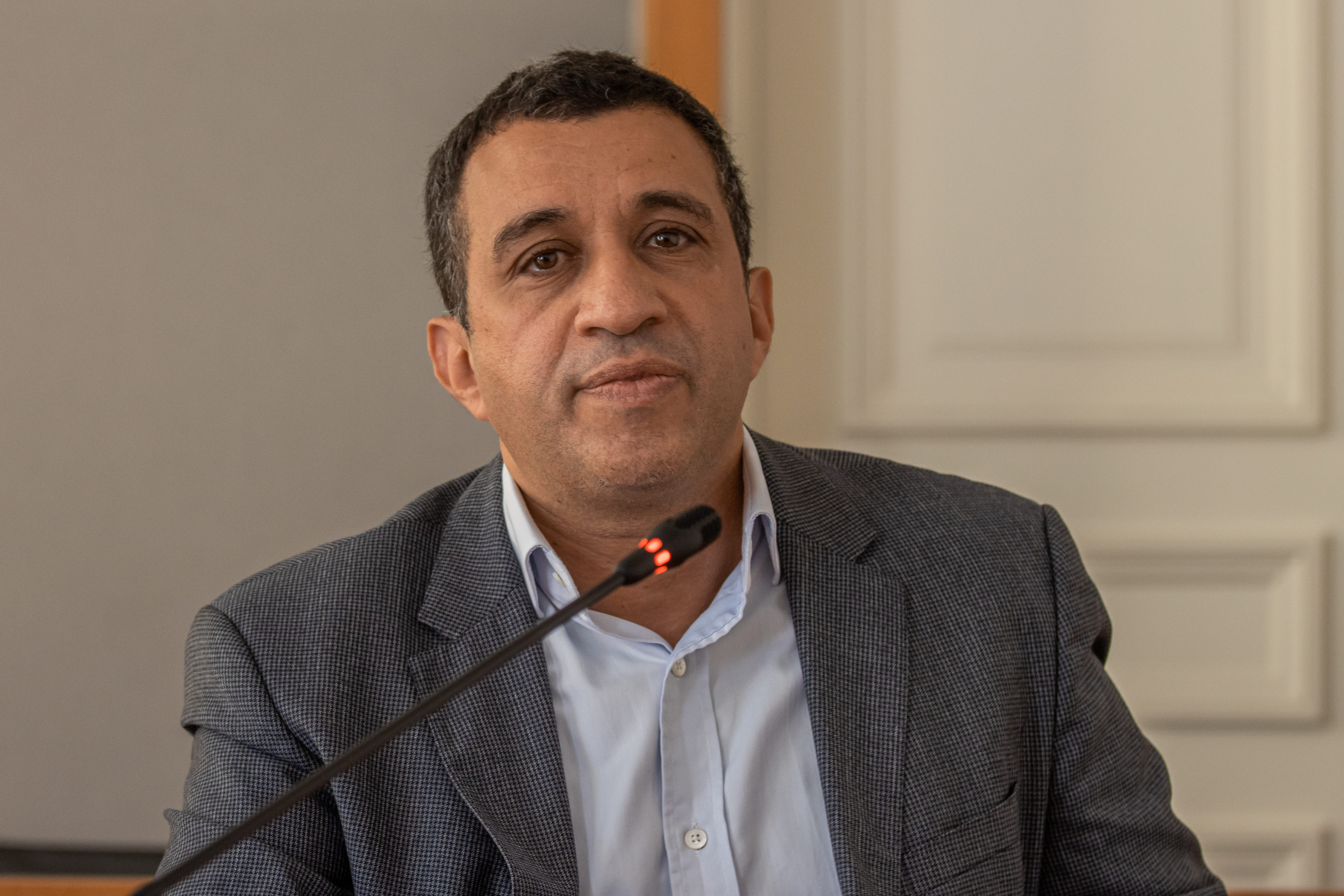
Le député bruxellois Ahmed Mouhssin

Ahmed Mouhssin, né le 23 août 1967 est un homme politique belge bruxellois, membre d'Ecolo.

## Vie personnelle
Ahmed Mouhssin est issu d'une famille originaire du sud du Maroc.
Ayant résidé tout au long de sa vie à Saint-Josse-ten-Noode, il a effectué son service militaire de 1989 à 1990 au sein des forces médicales, stationné à la base militaire de Bierset.
Il entame de 1987 à 1989 des études en comptabilité à l’EPFC et il poursuit également des études en bijouterie aux Arts et Métiers de Bruxelles de 1990 à 1993.

## Vie associative
De 2004 à 2009, il anime l'émission "En vert et en couleur" sur la radio "Almanar" (dans le cadre d’heures concédées à Ecolo par radio Almanar).
Il a été membre du MRAX (Mouvement contre le racisme, l'antisémitisme et la xénophobie) et dans le cadre s’est engagé pour la pénalisation de la négation du génocide des Tutsis par les Hutus au Rwanda[source insuffisante].
Il est militant actif dans l'association belgo-palestinienne[source insuffisante].
De 2008 à 2009, Il tient un blog au sein duquel il publie plusieurs articles et partage des informations sur la commune de Saint-Josse mais également d’autres sujets de société.

## Carrière politique
2000-2020 : Conseiller communal à Saint-Josse-ten-Noode.
2004 : Candidat à la région sur les listes Ecolo.
2004 - :  Animateur de la commission citoyenneté Ecolo.
2004-2009 : Collaborateur au sein du cabinet de la ministre Evelyne Huytebroek.
2006 : Chef de groupe Ecolo au conseil communal de Saint-Josse-Ten-Noode.
2007 : Candidat au Sénat sur les listes Ecolo.
2009-2014 : député au parlement bruxellois.
2014 : candidat à la 9ème place (non élu) 
Depuis 2019 : Député au parlement bruxellois.
En  2000, Ahmed Mouhssin entame sa carrière politique en tant que Conseiller communal Ecolo à Saint-Josse-Ten-Noode.  
En 2004, il est candidat à la région sur les listes Ecolo et prend en charge la responsabilité d'animateur de la commission citoyenneté au sein du même parti.
De 2004 à 2009, il a été collaborateur au sein du cabinet de la ministre Evelyne Huytebroeck, Ministre de l'Environnement, de l'Énergie et de la Politique de l'eau au sein du Gouvernement bruxellois.
Il organise notamment un Colloque sur le thème « Bien vieillir à Bruxelles : Les rides de l’immigration ». Il était chargé des questions de diversités et des subsides pour les associations s’occupant du tourisme à Bruxelles.
En 2006, il devient Chef de groupe ECOLO au conseil communal de Saint-Josse-Ten-Noode.
En 2007,  Ahmed Mouhssin s'engage contre l'interdiction du voile islamique[source insuffisante].
En 2008, il est candidat au Sénat sur les lies Ecolo. De 2009 à 2014, il est député au parlement bruxellois.
En 2010 il milite aux côtés du PS, d'Ecolo, de l'ONG Amnesty International et de la Ligue des droits de l'homme pour la libération du belgo-marocain Oussama Atar des geôles irakiennes,. L'homme, condamné pour participation à une organisation terroriste, serait atteint du cancer et aurait besoin de soins urgents, non disponibles dans sa prison irakienne[réf. nécessaire]. Libéré en 2010, avec l'appui du ministère des Affaires étrangères, il rentre en Belgique et disparaît dans la nature.
En 2012, Oussama Atar sera interrogé par la police fédérale, ensuite interrogé par le parquet et est libéré un an plus tard. Il se rendra en Tunisie grâce à un passeport fourni par le ministère des Affaires étrangères dirigé par Didier Reynders.
En 2016, il apparaît que l'homme se livre à des activités de terrorisme islamiste et serait un des mentors derrière les attentats de Paris et de Bruxelles. La NVA exprime son incompréhension et le député MR Alain Destexhe demande alors une enquête sur le rôle joué par Amnesty International ainsi que les députés Zoé Genot, Jamal Ikazban et Ahmed El Khannouss dans cette libération,,.
Pendant la campagne électorale pour les régionales de 2019, un tract polémique est distribué par les candidats Zoé Genot et Ahmed Mouhssin dans un marché à Bruxelles. Les autres partis les accusent de racolage communautaire. Le parti ordonnera le retrait de ce tract qui n'a pas été avalisé par la section régionale du parti.
Le député Ahmed Mouhssin, s’expliqua sur le sujet en affirmant : « Il est légitime que nos instances nous rappellent à l’ordre, mais que le contenu est juste ».
En 2013, la proposition d’ordonnance du député Ahmed Mouhssin sur l’usage des linceuls dans le cadre des inhumations a été voté au parlement bruxellois. Si l’utilisation d’un linceul lors des funérailles concerne surtout la population musulmane de Bruxelles, l’arrêté du gouvernement bruxellois concerne l’ensemble des cimetières bruxellois.
Depuis 2019, il est député au parlement bruxellois.
Il n'est plus conseiller communal depuis septembre 2020 à la suite d'un refus de dérogation de son parti, qui ne permet pas de cumuler les deux mandats (député et conseiller communal). Cependant, la dérogation de Zoé Genot, qui cumule aussi les deux mandats, a été acceptée.
En 2021, il s’engage pour l’inclusion des personnes sourdes, notamment à travers l’organisation d’un Colloque et la rédaction d’une résolution pour la reconnaissance de la minorité culturelle et linguistique sourde.
En 2023, il dénonce une forme de discrimination : une réduction de taxe de 500 € à 50 € pour les personnes ayant « un prénom à connotation étrangère » dans certaines communes bruxelloises.
Le 12 janvier 2023, il fait voter une résolution sur l'accompagnement sexuel des personnes en situation de handicap dans le cadre de leur vie sexuelle et affective.
Le 26 mai 2023, il est auteur d’une proposition de résolution en faveur de l’amélioration de la politique de promotion de la santé visant à prévenir les chutes des personnes âgées qui fut adopté.
Le député Ahmed Mouhssin est l’initiative de la levée du drapeau de la communauté sourde au fronton du Parlement bruxellois pendant la semaine du 18 au 23 septembre 2023 dans le cadre de la semaine international des personnes sourdes.
En juin 2023, le député a annoncé se porter candidat bourgmestre pour Ecolo à Saint-Josse aux élections communales d’octobre 2024,.